# Puig de Sant Salvador
Der Puig de Sant Salvador ist mit 509 Metern Höhe ein Berg der spanischen Baleareninsel Mallorca. Wallfahrtskirche, Christus-König-Statue und nicht zuletzt Picknickplätze und ein aussichtsreiches Terrassenlokal machen das geräumige Gipfelplateau zu einem beliebten Ausflugsziel.

## Lage und Beschreibung
Der Berg liegt im Gemeindegebiet von Felanitx, im Süden der Insel. Von Puig de Sant Salvador hat man eine ausgezeichnete Aussicht über fast die ganze Insel von Mallorca.
Auf dem Puig de Sant Salvador steht das Santuari de Sant Salvador, ein ehemaliges Bergkloster und eine Wallfahrtsstätte, die 1348 gegründet wurde.
Auf dem südlich gelegenen Teil des Gipfelplateaus befindet sich ein Monument des Christkönigs (Cristo Rei) aus dem Jahre 1934 mit einer Höhe von 37 m und einer 7 m hohen Christus-Plastik.
Auf dem nördlich gelegenen Vorgipfel, dem Puig des Milá befindet sich das Creu des Picot aus dem Jahre 1957 mit einer Höhe von 14 m.

## Zugang
Von Felanitx aus erreicht man das Gipfelplateau auf einer schmalen Bergstraße. Pilger und Wanderer kommen vom Friedhof von Felanitx auf dem Camí de Sant Salvador zum Fuß des Berges, dort beginnt ein alter Kreuzweg, der in zwölf Stationen (Bildstöcken) zur ehemaligen Klosterkirche hinaufführt.